# 리처드 브라이트

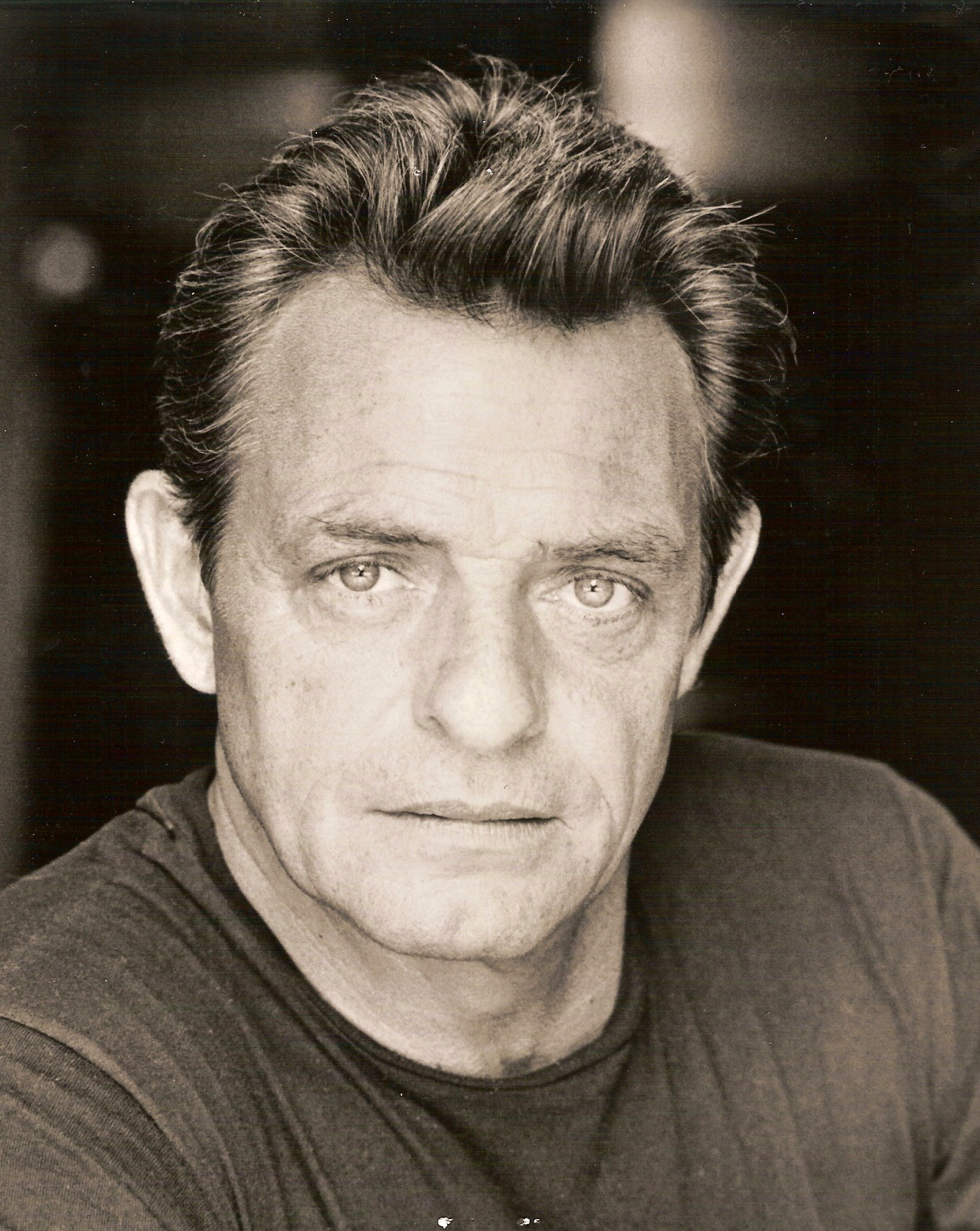

리처드 브라이트(Richard Bright, 1937년 6월 28일 ~ 2006년 2월 18일)는 미국의 배우이다.
브루클린에서 태어났으며 뉴욕에서 사망하였다.

## 영화
- 데이 온 파이어 (2006년)
- 조이 더 킹 (1999년)
- O.K. 가라지 (1998년)
- 애너머 (1998년)
- 위트니스 맙 (1998, Witness to the Mob)
- 제이디드 (1998년)
- 뷰티풀 걸 (1996년)
- 스위트 낫씽 (1995년)
- 사랑의 금고털이 (1994년) - 머레이 역
- 누가 왕초지? (1993년) - 드미트리우스 역
- 대부 일대기 (1992년)
- 법과 질서 (1990년)
- 앰브런스 (1990년)
- 대부 3 (1990년)
- 타임 아웃 (1988년)
- 레드 히트 (1988년)
- 마피아 알 카포네 (1987년)
- 휴스턴 나이츠 (1987년)
- 페널티 페이즈 (1986년)
- 인페르노 인 디렛타 (1985년)
- 크라임웨이브 (1985년)
- 원스 어폰 어 타임 인 아메리카 (1984년)
- 비질랜티 (1983년) - 버크 역
- 환상의 듀엣 (1983년)
- 아이돌메이커 (1980년)
- 헤어 (1979년) - 펜튼 역
- 시티즌 밴드 (1977년)
- 미스터 굿바를 찾아서 (1977년)
- 마라톤 맨 (1976년)
- 대부 2 (1974년) - 알 네리 역
- 관계의 종말 (1973년)
- 겟어웨이 (1972년)
- 대부 (1972년) - 알 네리 역
- 백색 공포 (1971년) - 행크 역
- 오즈 어게인스트 투마로우 (1959년)
- 네버 러브 어 스트레인저 (1958년)